# Siedem Sióstr (Moskwa)
Siedem Sióstr, Siedem Sióstr Stalina – grupa siedmiu wieżowców w Moskwie zaprojektowanych w stylu socrealizmu i wybudowanych w latach 1947–1953.

## Historia i charakterystyka stylu
Pierwszym budynkiem zaliczanym do tzw. „Wieżowców Stalina” (сталинские высотки) miał być Pałac Rad – imponujący gmach Rady Najwyższej ZSRR o łącznej wysokości 495 metrów, nie został on jednak ukończony.
Pomysłodawcą budowy w stolicy Związku Radzieckiego wieżowców łączących w sobie tradycyjną rosyjską architekturę ze wzorcami zaczerpniętymi od amerykańskich drapaczy chmur (głównie neogotyckich oraz w stylu art déco – np. Empire State Building) był Józef Stalin. 13 stycznia 1947 Rada Ministrów ZSRR przyjęła dekret o budowie w Moskwie ośmiu wieżowców upamiętniających obchodzone w tym roku 800-lecie powstania miasta (ostatecznie ukończono i oddano do użytku tylko siedem). Wieżowce wpisują się w nurt socrealizmu. Ich charakterystyczną cechą jest poziomowana sylwetka, masywna u podstawy i zwężająca się kolejnymi partiami aż do smukłej iglicy, często zwieńczonej symbolem radzieckiej gwiazdy. Budynki zawierają elementy inspirowane rosyjskim barokiem lub angielskim neogotykiem. Po oddaniu do użytku siedmiu z ośmiu planowanych wieżowców dwa przeznaczono do celów administracyjnych (gmach Uniwersytetu Moskiewskiego i Ministerstwa Spraw Zagranicznych ZSRR), dwa uczyniono hotelami (Leningradskaja i Ukraina), a trzy domami mieszkalnymi (na placu Kudryńskim, na placu Czerwonej Bramy i na Wybrzeżu Kotielniczeskim).
W tym samym stylu zbudowano moskiewski Hotel Pekin oraz wieżowce w innych radzieckich miastach (Ryga i Kijów), wzniesiono je także w kilku miastach państw bloku wschodniego. Najwyższym z zagranicznych bliźniaczych budynków „Siedmiu Sióstr” jest warszawski Pałac Kultury i Nauki, gdzie do standardowego schematu dodano dekoracje zaczerpnięte z polskiego historyzmu (wykorzystano także część projektu nieukończonej „ósmej siostry” z Moskwy). Pałac przypomina także Wieżę Niepodległości – niezrealizowany projekt Juliusza Nagórskiego z 1934, brak jednak danych pozwalających stwierdzić wzorowanie się architektów na przedwojennym pomyśle. Również w Berlinie miał powstać podobny budynek na miejscu tamtejszego zamku, jednak pomysłu nie zrealizowano.

## Położenie w Moskwie

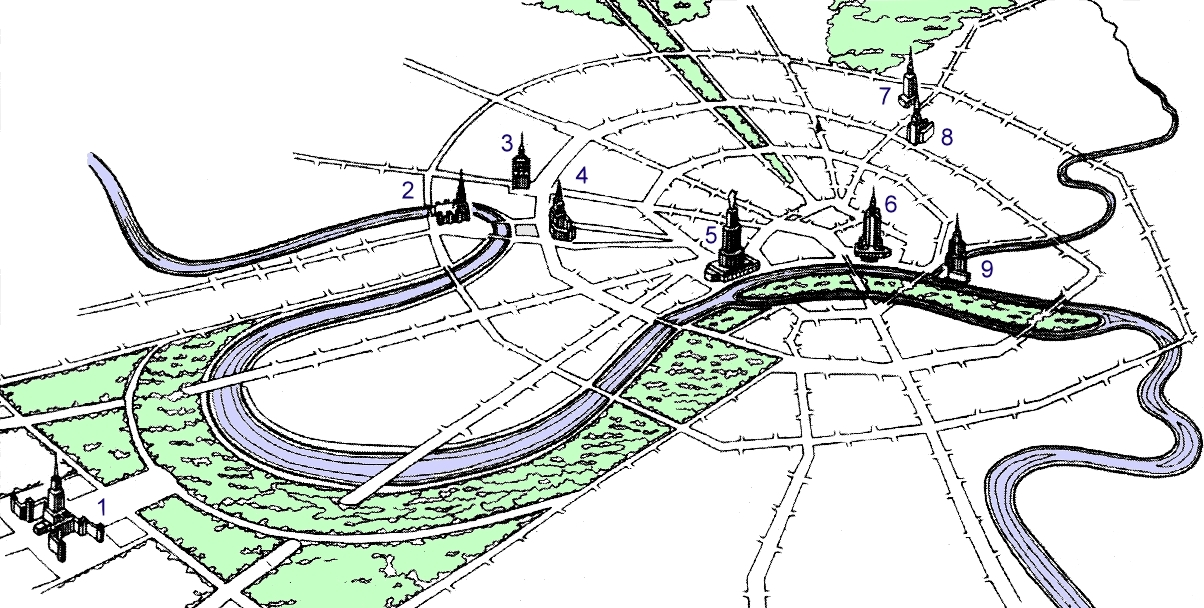
Rozmieszczenie stalinowskich wieżowców w Moskwie. Liczby objaśniono w spisie obok, przy czym 5 i 6 nie zbudowano (5 – planowany Pałac Rad)

W skład zespołu wchodzą [numery odnoszą się do mapki po prawej]:
- [1] gmach Moskiewskiego Uniwersytetu Państwowego im. M.W. Łomonosowa
- [2] Hotel Ukraina
- [3] Dom na placu Kudryńskim
- [4] gmach Ministerstwa Spraw Zagranicznych Federacji Rosyjskiej
- [5] Pałac Rad – niewybudowany
- [6] Administracyjny budynek w Zarjadje – niewybudowany
- [7] Hotel Leningradskaja
- [8] Wieżowiec na placu Czerwonej Bramy
- [9] Dom na Wybrzeżu Kotielniczeskim

## Siedem Sióstr
| Zdjęcie | Nazwa                                        | Nazwa oryginalna                                         | Wysokość | Ilość pięter | Stacja metra         | Data oddania do użytku |
| ------- | -------------------------------------------- | -------------------------------------------------------- | -------- | ------------ | -------------------- | ---------------------- |
|         | Gmach Moskiewskiego Uniwersytetu Państwowego | Главное здание Московского государственного университета | 240 m    | 36           | Uniwiersitiet        | 1953                   |
|         | Hotel Ukraina                                | Гостиница «Украина»                                      | 206 m    | 29           | Kijewskaja           | 1955                   |
|         | Dom na Wybrzeżu Kotielniczeskim              | Жилой дом на Котельнической набережной                   | 176 m    | 26           | Taganskaja           | 1952                   |
|         | Gmach Ministerstwa Spraw Zagranicznych FR    | Здание Министерства иностранных дел РФ                   | 172 m    | 27           | Smolenskaja          | 1953                   |
|         | Dom na placu Kudryńskim                      | Жилой дом на Кудринской площади                          | 160 m    | 22           | Krasnopriesnienskaja | 1954                   |
|         | Wieżowiec na placu Czerwonej Bramy           | Высотное здание на площади Красных Ворот                 | 138 m    | 21           | Krasnyje worota      | 1953                   |
|         | Hotel Leningradskaja                         | Гости́ница «Ленингра́дская»                                | 136 m    | 17           | Komsomolskaja        | 1953                   |

## Projekty niezrealizowane

### Pałac Rad

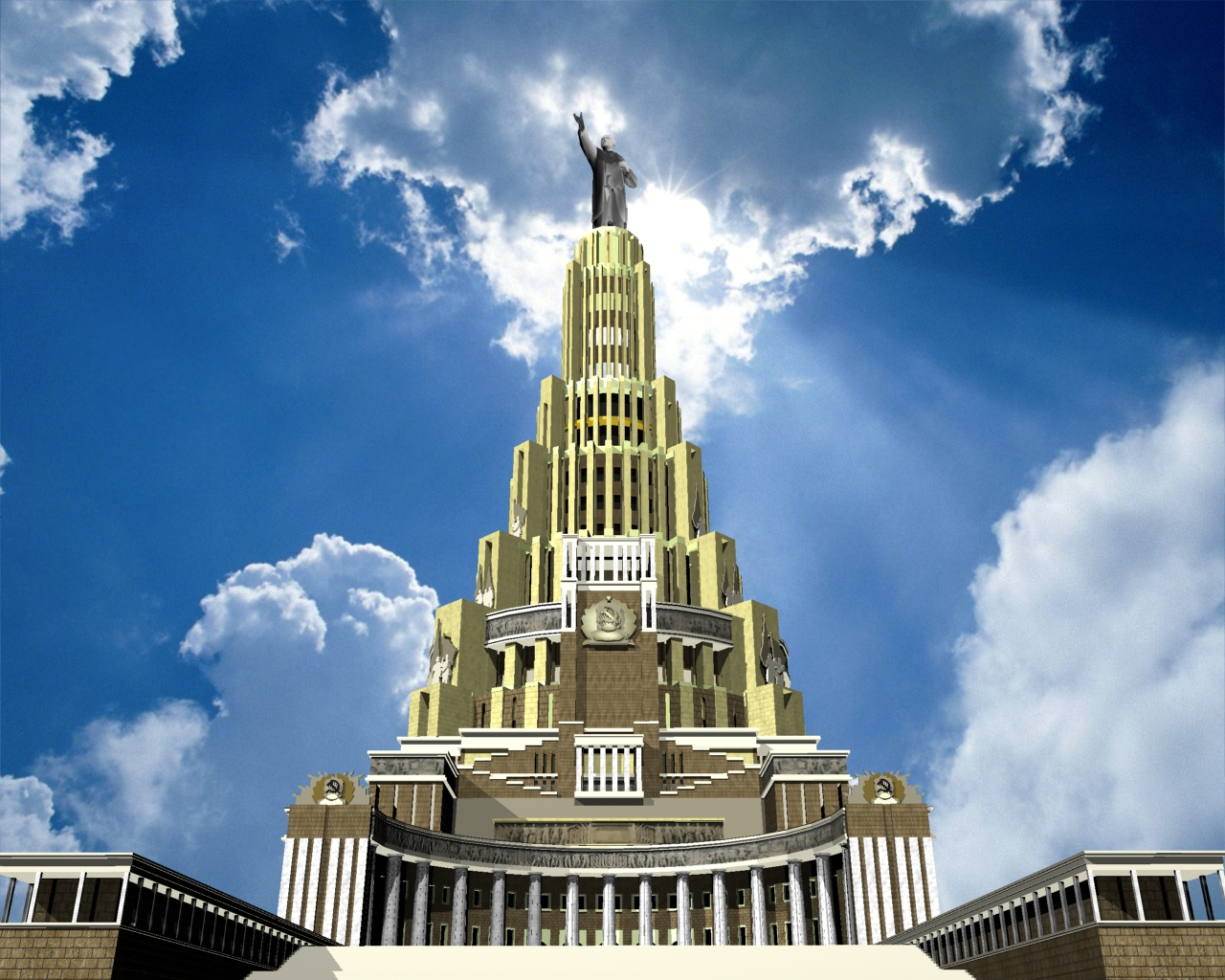
Przedstawiony graficznie projekt Pałacu Rad

Pomysłodawcą budowy Pałacu Rad, miejsca zjazdów delegatów ze wszystkich republik związkowych ZSRR był Siergiej Kirow, I Sekretarz KC Kompartii Azerbejdżanu. W 1931, sześć lat po rzuceniu pomysłu przez Kirowa, władze Związku Radzieckiego zdecydowały, że pałac stanie w Moskwie, w miejscu Soboru Chrystusa Zbawiciela, który specjalnie wyburzono. Ostatecznie przyjęto projekt Borisa Iofana, Władimira Szczuko i Władimira Gelfrejcha zakładający budowę pałacu w stylu socrealistycznym. Budynek miał łącznie liczyć 415 metrów wysokości i 100 pięter, miał wówczas stać się największym budynkiem na świecie. Na jego szczycie stanąć miał osiemdziesięciometrowy pomnik Włodzimierza Lenina.
Budowę Pałacu Rad rozpoczęto w 1937. Zdołano jedynie postawić fundamenty, dalsze prace przerwał wybuch wojny radziecko-niemieckiej. Rozebrano stalową konstrukcję budynku wykorzystaną do budowy fortyfikacji pod Moskwą. Po zakończeniu wojny nigdy nie wznowiono budowy pałacu wykorzystując w 1958 jego fundamenty do stworzenia Basenu Moskwa (ukończony w 1960), rok wcześniej przemianowano stację metra Dworiec Sowietow na Kropotkinskaja. Basen został zniszczony w 1994 w związku z podjętą w 1990 decyzją o odbudowie soboru (zakończona w roku 2000).

### Administracyjny budynek w Zarjadje

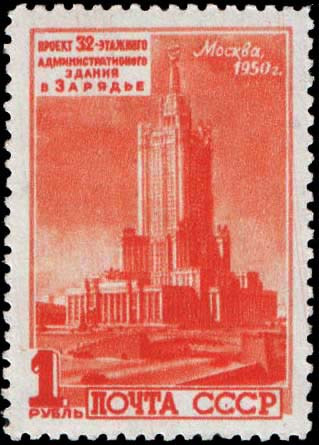
Administracyjny budynek w Zarjadje na radzieckim znaczku z 1950

Administracyjny budynek w Zarjadje miał być „ósmą siostrą” wybudowaną zgodnie z projektem Dmitrija Czeczulina, w której urzędować miało Ministerstwa Ciężkiej Inżynierii Mechanicznej. Zgodnie z projektem „ósma siostra” liczyć miała 275 metrów wysokości i 37 pięter, zakończenie prac przewidziano na rok 1954. Byłby więc to najwyższy z moskiewskich wieżowców Józefa Stalina. Budowa Administracyjnego budynku w Zarjadje ruszyła z opóźnieniem w stosunku do pozostałych drapaczy chmur, przebiegała także dużo wolniej niż planowano, czego powodem były warunki hydrogeologiczne, a także konieczność przygotowania ogromnego placu budowy. Do wiosny 1953 ukończono jedynie fundamenty.
W 1954 budowa została zawieszona przez rząd ZSRR czego powodem miał być brak poparcia Czeczulina dla działań Nikity Chruszczowa potępiających „ekscesy architektoniczne”. Z tego powodu powstała dotąd część konstrukcji została zdemontowana i przeznaczona do budowy innych obiektów. Na jego miejscu zgodnie z wolą Chruszczowa wybudowano Hotel Rossija zapisany do Księgi rekordów Guinnessa.
Część projektu wdrożono do wciąż powstającego Pałacu Kultury i Nauki w Warszawie przez co budowla jest często nazywana „ósmą siostrą”. Określenie to stosuje się także wobec Pałacu Triumfu w Moskwie, budowlę wzorowaną na stylu wieżowców stalinowskich.

## Budynki bliźniacze
| Państwo i miasto   | Zdjęcie      | Nazwa                          | Wysokość | Ilość pięter | Stacja metra           | Data oddania do użytku |
| ------------------ | ------------ | ------------------------------ | -------- | ------------ | ---------------------- | ---------------------- |
| Polska, Warszawa   |              | Pałac Kultury i Nauki          | 237 m    | 42           | Centrum                | 1955                   |
| Chiny, Szanghaj    |              | Shanghai Exhibition Center     | 110 m    | 17           | Jing'an Temple         | 1959                   |
| Łotwa, Ryga        |              | Wieżowiec Akademii Nauk Łotwy  | 108 m    | 21           | brak                   | 1955                   |
| Rumunia, Bukareszt |              | Casa Presei Libere             | 104 m    | 15           | M6 Piata Presei Libere | 1957                   |
| Czechy, Praga      |              | Hotel International Prague     | 88 m     | 16           | Dejvická               | 1954                   |
| Ukraina, Kijów     | Central_Kyiv | Dom przy ulicy Chreszczatyk 25 | 85 m     | 14           | Chreszczatyk           | 1954                   |
| Ukraina, Kijów     |              | Hotel Ukraina                  | 66 m     | 14           |                        | 1961                   |
| Bułgaria, Sofia    |              | Largo                          | 40 m     | 10           | Serdica                | 1955                   |

## Odrodzenie stylu
| Państwo i miasto   | Zdjęcie | Nazwa             | Wysokość | Ilość pięter | Stacja metra       | Data oddania do użytku |
| ------------------ | ------- | ----------------- | -------- | ------------ | ------------------ | ---------------------- |
| Rosja, Moskwa      |         | Pałac Triumfu     | 264 m    | 57           | Sokoł              | 2005                   |
| Rosja, Moskwa      |         | Edelweiss         | 176 m    | 43           | Sławianskij Bulwar | 2003                   |
| Kazachstan, Astana |         | Triumf Nur-Sułtan | 142 m    | 39           |                    | 2006                   |
| Rumunia, Bukareszt |         | Pałac Parlamentu  | 86 m     | 16           | M1 et M3 Izvor     | 1989                   |